# Segle XIX en el cinema
Aquest article és una llista d'esdeveniments sobre el cinema que es van produir durant el segle xix.

## Esdeveniments
- 1826 – Nicéphore Niépce va realitzar la primera fotografia coneguda de la història. (Vegeu Vista des de la finestra a Le Gras).
- 1832 – Joseph Plateau (Bèlgica) i Simon von Stampfer (Viena) introdueixen simultàniament un dispositiu de demostració científica que crea una il·lusió òptica de moviment mitjançant la muntura de dibuixos a la cara d'un disc ranurat. La versió del Plateau era coneguda amb el nom de fenaquistoscopi o "Fantascopi", mentre que la versió de Stampfer es va fer conegut com a estroboscopi. El dispositiu, originalment desenvolupat per demostrar la "persistència de la visió", es va comercialitzar com a joguina de novetat.
- 1834 – El zoòtrop fou inventat. L'aparell era un tambor buit amb una franja d'imatges al voltant de la seva superfície interior. Quan el tambor girava i les imatges apareixien a través de ranures al costat del tambor, les imatges semblaven moure's. El dispositiu es va comercialitzar per primera vegada a la segona meitat de la dècada de 1860 quan es van donar diverses patents. Es coneixia com a "zoòtrop" o "Roda de la Vida", entre d'altres noms.
- 1870s – L'inventor francès Charles-Émile Reynaud va millorar la idea del zoòtrop col·locant miralls al centre del tambor. Va anomenar la seva invenció com el praxinoscopi. Reynaud també van desenvolupar altres versions del praxinoscopi, inclòs un teatre praxinoscopi, on el dispositiu estava inclòs en un quadre de visualització i el praxinoscop projectant. Al final va crear el "Théâtre Optique", una gran màquina basada en el praxinoscopi, però capaç de projectar tires animades més llargues. Als Estats Units, els McLoughlin Bros. de Nova York van publicar el 1879 una còpia simplificada (i no autoritzada) de la invenció de Reynaud amb el nom de "Whirligig of Life".
- 1878 – El magnat del ferrocarril Leland Stanford va contractar el fotògraf britànic Eadweard Muybridge per resoldre les preguntes sobre si algun cavall galopant hauria tingut mai les quatre potes fora del terra, a l'aire. Muybridge va fotografiar amb èxit un cavall en moviment ràpid mitjançant una sèrie de 12 càmeres controlades per cables de desviació. Les fotos de Muybridge mostraven el cavall amb els quatre peus de terra. Muybridge va assistir a una visita de conferències on es mostraven les seves fotografies en un dispositiu d'imatges mòbils que va anomenar zoopraxiscopi. Els experiments de Muybridge van inspirar el científic francès Étienne-Jules Marey per inventar equips per enregistrar i analitzar moviments animals i humans. Marey va anomenar la seva invenció la càmera cronofotogràfica, que va ser capaç de prendre múltiples imatges superposades les unes sobre les altres.
- 1879 – L'estatunidenc George Eastman inventa una màquina de recobriment d'emulsió que permet la producció en massa de plaques seques fotogràfiques.[1]
- 1880 – Eastman comença a fabricar comercialment plaques seques per a fotografia.
- 1880 – Eadweard Muybridge realitza una demostració pública del zoopraxiscopi, una llanterna màgica proveïda d'un disc giratori amb representacions artístiques de les seqüències cronofotogràfiques de Muybridge. Va ser utilitzat com a dispositiu de demostració per Muybridge en la seva conferència il·lustrada (l'original es conservat al Museu de Kingston-upon-Thames a Anglaterra).
- 1 de gener de 1881 – L'inventor George Eastman funda Eastman Dry Plate Company.
- 1882 – Eastman comença a experimentar amb nous tipus de pel·lícula fotogràfica, amb el seu empleat, William Walker.
- 1882 – El fisiòleg francès Étienne-Jules Marey inventa la pistola cronofotogràfica, una càmera amb forma de fusell que fotografia dotze imatges successives cada segon.
- 1885 – Els inventors estatunidencs George Eastman i Hannibal Goodwin inventen cadascun una pel·lícula fotogràfica de rodet en base de cel·luloide sensibilitzada per substituir les plaques de vidre que llavors s'utilitzaven.
- 1887 – Hannibal Goodwin expedienta una patent per a la seva pel·lícula fotogràfica.
- 1888 – George Eastman expedienta una patent per a la seva pel·lícula fotogràfica.
- 1888 – Thomas Edison coneix Eadweard Muybridge per parlar d'afegir so a les imatges en moviment. Edison comença els seus propis experiments.
- 1888 – Louis Aimé Augustin Le Prince crea les primeres pel·lícules cinematogràfiques creades sobre rotlles de pel·lícula.
- 1889 – La pel·lícula fotogràfica de rodet en base de cel·luloide de l'inventor estatunidenc George Eastman passa a ser comercial.
- Juny de 1889 o novembre de 1890 – William K. L. Dickson, treballant per Thomas Edison, crea les primeres pel·lícules cinematogràfiques conegudes rodades als Estats Units, les pel·lícules de Monkeyshines.
- 1891 – Dissenyat al voltant del treball de Muybridge, Marey, i Eastman, el treballador de Thomas Edison, William K. L. Dickson, acaba una càmera de cinema en moviment, anomenada el quinetògraf, i una màquina de visualització, anomenada quinetoscopi.
- 20 de maig de 1891 – Thomas Edison realitza la primera presentació pública del seu quinetoscopi per la Federació Nacional de Clubs Femenins.
- 24 d'agost de 1891 – Thomas Edison expedienta una patent pel seu quinetoscopi.
- 1892 – Charles-Émile Reynaud comença les projeccions públiques a París amb el Théâtre Optique, amb centenars de dibuixos en un rodet que va passar pel projector zoòtrop per construir imatges en moviment que es mantinguessin durant 15 minuts.
- 1892 – La Eastman Company esdevé Eastman Kodak Company.
- 14 de març de 1893 – Thomas Edison se li concedeix la Patent #493.426 de "An Apparatus for Exhibiting Photographs of Moving Objects" («Un aparell per a exposició de fotografies d'objectes en moviment», el quinetoscopi).
- 1893 – Thomas Edison crea un estudi de pel·lícules en moviment, batejat com a "Black Maria" pel seu personal.
- 9 de maig de 1893 – A Amèrica, Thomas Edison realitza la primera exposició pública de pel·lícules rodades amb el seu quinetògraf a l'Institut de Brooklyn. Només una persona a la vegada podia fer servir la seva màquina de visualització, el quinetoscopi.
- 7 de gener de 1894 – Thomas Edison enregistra "Fred Ott's Sneeze" amb el quinetoscopi a "Black Maria".
- 14 d'abril de 1894 – La primera presentació comercial del quinetoscopi té lloc al Kinetoscope Parlor de Holland Brothers al 1155 Broadway, ciutat de Nova York.
- 1894 – Les sales de quinetoscopis comencen a obrir-se a les principals ciutats. Cada saló conté diverses màquines.
- 1895 – A França, els germans Auguste i Louis Lumière dissenyen i creen una càmera lleugera i portàtil per a pel·lícules en moviment anomenada el cinematògraf. Els germans Lumière descobreixen que la seva màquina també es pot utilitzar per projectar imatges a una pantalla gran. Els germans Lumière van crear en aquest moment diversos curtmetratges que es consideren fonamentals en la història del cinema.
- Novembre de 1895 – A Alemanya, Emil i Max Skladanowsky desenvolupen el seu propi projector de cinema.
- Desembre de 1895 – A França, Auguste i Louis Lumière realitzen la seva primera projecció pública de pel·lícules rodades amb el seu cinematògraf.
- Gener de 1896 – A Gran Bretanya, Birt Acres i Robert W. Paul desenvolupen el seu propi projector de cinema, el Theatrograph (més tard conegut com a Animatograph).
- Gener de 1896 – Als Estats Units, un projector anomenat el Vitascopi fou dissenyat per Charles Francis Jenkins i Thomas Armat. Armat va començar a treballar amb Thomas Edison per fabricar el Vitascope, que projectava pel·lícules en moviment.
- Abril de 1896 – El Vitascopi de Thomas Edison i Thomas Armat es va utilitzar per projectar imatges en moviment en projeccions públiques a la ciutat de Nova York
- 1896 – El mag i cineasta francès Georges Méliès comença a experimentar amb la nova tecnologia de pel·lícules en moviment, desenvolupant moltes tècniques d'efectes especials primerencs, inclosa la fotografia stop-motion.
- 1897 – 125 persones moren durant una projecció a la sala de cinema Charity Bazaar a París després que una cortina s'incendiés de l'èter usat per alimentar la làmpada del projector.
- 1899 – Pathé-Frères fou fundada.[2]

## Naixements

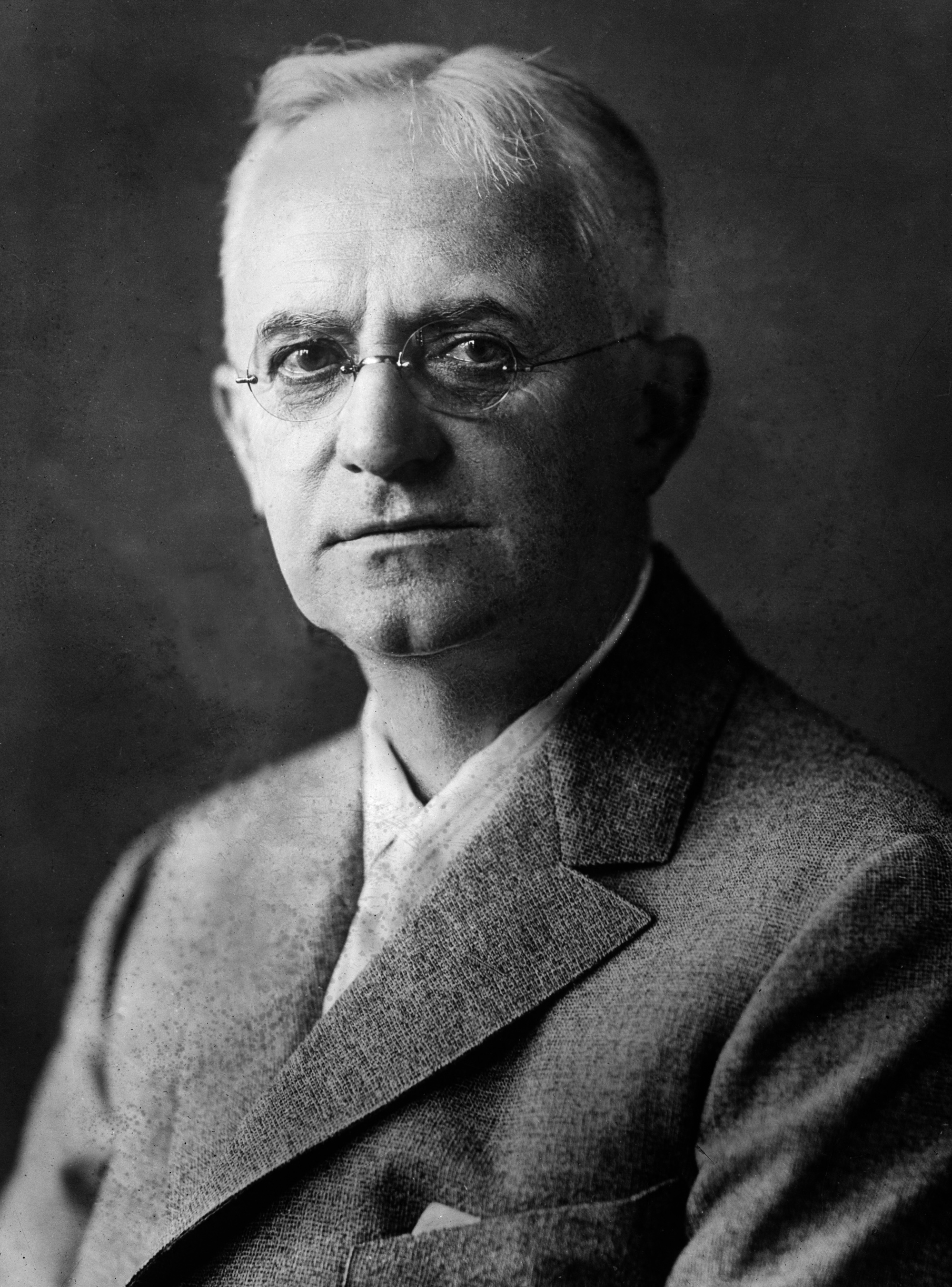
George Eastman.

- 9 d'abril de 1830 – Eadweard Muybridge, Fotògraf anglès
- 12 de juliol de, 1854 – George Eastman, Empresari estatunidenc, fundador de Eastman Kodak Company, inventor de la pel·lícula en rodet
- 26 d'agost de 1856 – Clara Schønfeld, Actriu danesa
- 14 de febrer de 1859 – Justus Hagman, Actor suec
- 20 de febrer de 1860 – Karl Mantzius, Actor, director i escriptor danès
- 24 d'agost de 1861 – Dante Testa, Actor i director italià
- 8 de desembre de 1861 – Georges Méliès, Realitzador francès
- 20 de desembre de 1861 – Ferdinand Bonn, Actor d'escena i cinema alemany
- 4 de novembre de 1862 – Rasmus Rasmussen, Actor de cinema i escenari noruec
- 19 d'abril de 1863 – Hemmo Kallio, Actor de cinema i escenari finlandès
- 21 de juliol de 1863 – C. Aubrey Smith, Actor i criquet originari anglès
- 4 de novembre de 1863 – Harry Beresford, Actor britànic
- 9 de juny de 1864 – Jeanne Bérangère, Actriu francesa
- 6 de gener de 1866 – Dante Cappelli, Actor italià
- 23 de febrer de 1868 – Anna Hofman-Uddgren, Actriu sueca
- 10 d'abril de 1868 – George Arliss, Actor anglès
- 9 de novembre de 1868 – Marie Dressler, Actriu canadencoestatunidenca
- 3 de juliol de 1869 – Svend Kornbeck, Actor danès
- 15 de setembre de 1869 – Paweł Owerłło, Actor polonès

## Defuncions
- c. 16 de setembre de 1890 – Louis Aimé Augustin Le Prince, pioner del cinema francès[3]